# 11074 Kuniwake
11074 Kuniwake este un asteroid din centura principală de asteroizi.

## Descriere
11074 Kuniwake este un asteroid din centura principală de asteroizi. A fost descoperit pe 23 septembrie 1992 la Kitami de Kin Endate și Kazuro Watanabe. Asteroidul prezintă o orbită caracterizată de o semiaxă mare de 2,52 ua, o excentricitate de 0,21 și o înclinație de 5,1° în raport cu ecliptica.